# Belenenses Lissabon
Belenenses Lissabon, offiziell „Clube de Futebol Os Belenenses“, ist ein portugiesischer Sportverein aus Belém, einem Stadtteil von Lissabon. Hauptsportarten des Vereins sind Fußball, Handball, Basketball und Rugby. Die Vereinsfarben sind Blau und Weiß.

## Fußball

### Geschichte vor 2005
Der Verein wurde 1919 im Lissabonner Stadtteil Belém gegründet. Nach der Gründung 1919 in Belém gewann der Verein in den nächsten 30 Jahren viermal die portugiesische Meisterschaft. Den portugiesischen Pokal konnte Belenenses 1942 und 1960 gewinnen. Die weitere Entwicklung verlief wechselhaft. 1989 wurde erneut der portugiesische Pokal geholt, 1987 und 1988 qualifizierte man sich für die Teilnahme am UEFA Cup. 1982 musste man für zwei Jahre, 1991 und 1998 für jeweils ein Jahr in die zweite Liga.

### Aktuelle Geschichte
An die großen Erfolge der Vergangenheit konnte der Verein im Fußball nach 2005 nicht mehr anknüpfen. Andere Sportarten wie Handball und Futsal haben diesbezüglich mehr Erfolge zu verzeichnen. In der Saison 2005/06 stieg Belenenses sportlich aus der SuperLiga ab, wobei man allerdings mit dem Nationalstürmer Meyong Zé aus Kamerun den Torschützenkönig der Saison stellte. Dennoch verblieb der Verein in der Saison 2006/07 in der höchsten Liga, da Gil Vicente FC zum Abstieg verurteilt wurde. Die Saison 2006/07 beendete Belenenses mit Rang fünf auf einem UEFA-Pokal-Platz. Außerdem erreichte man in dieser Spielzeit das portugiesische Pokalfinale. In der darauffolgenden Saison schied Belenenses in der ersten Runde des UEFA-Cups gegen den FC Bayern München aus.
Nach der Saison 2008/09 stand der Verein auf dem 15. und damit auf einem Abstiegsplatz. Der elftplatzierte Estrela Amadora erhielt jedoch keine Lizenz und wurde am „grünen Tisch“ zum Abstieg verurteilt, so dass Os Belenenses weiterhin in der ersten Liga spielte. Nachdem Belenenses auch in der Saison 2009/10 den vorletzten Platz belegt hatte, musste das Team diesmal tatsächlich in die zweite Liga absteigen. In der Saison 2012/13 gelang der Wiederaufstieg. Am Ende der Saison 2014/15 zog der Klub als Sechster in den Europapokal ein und erreichte in der UEFA Europa League 2015/16 nach Siegen über IFK Göteborg und SCR Altach die Gruppenphase. Trotz eines 2:1-Auswärtssieges beim späteren Gruppensieger FC Basel verpasste er als Gruppenletzter den Aufstieg in die K.o.-Runden. Eine erneute Teilnahme blieb ihm in den folgenden Spielzeiten verwehrt.
Am 30. Juni 2018 wurde der Klub aufgespalten: Die Fußballprofi-Abteilung SAD (Sociedade Anónima Desportiva) tritt in der Primeira Liga unter dem Namen Belenenses SAD an. Die neue Fußballabteilung von Clube de Futebol Os Belenenses startete neu in der sechsten Liga.
Am 27. November 2021 kam es zu einem besonders kuriosen Spiel des Vereins. Belenenses konnte gegen Benfica Lissabon nur 9 Spieler aufbieten, da der Rest der Mannschaft krankheitsbedingt fehlte. Ohne Auswechselspieler und mit einem Ersatztorwart als Feldspieler lag man beim portugiesischen Rekordmeister nach der ersten Halbzeit bereits mit 0:7 Toren zurück. Zur zweiten Halbzeit traten nur noch sieben Spieler an, und in der 48. Minute wurde das Spiel abgebrochen, nachdem ein weiterer Spieler verletzt das Spielfeld verlassen musste. Kurz darauf wurde bekannt, dass sich gleich 13 Spieler sowie weitere Mitarbeiter des Vereins mit der SARS-CoV-2-Variante Omikron infiziert hatten, was zugleich der erste Nachweis dieser Mutation im Land war.

### Erfolge
- Portugiesische Meisterschaft: (4)
  - 1927, 1929, 1933 und 1946
- Portugiesischer Pokal: (3)
  - 1942, 1960 und 1989
- Meisterschaft von Lissabon: (6)
  - 1926, 1929, 1930, 1931, 1944, 1946
- UEFA-Pokal: (10 Teilnahmen)
  - 1962–1965, 1974, 1977, 1988, 1989, 2007, 2015
- Europapokal der Pokalsieger: (1 Teilnahme)
  - 1990
- Intertoto-Cup: (1)
  - Gruppensieger 1974/75

### Europapokalbilanz
| Saison  | Wettbewerb                  | Runde                  | Gegner                  | Gesamt          | Hin              | Rück          |
| ------- | --------------------------- | ---------------------- | ----------------------- | --------------- | ---------------- | ------------- |
| 1961/62 | Messestädte-Pokal           | 1. Runde               | Hibernian Edinburgh     | 4:6             | 3:3 (A)          | 1:3 (H)       |
| 1962/63 | Messestädte-Pokal           | 2. Runde               | CF Barcelona            | 4:5             | 1:1 (H)          | 1:1 (A)       |
| 1962/63 | Messestädte-Pokal           | 2. Runde               | CF Barcelona            | 4:5             | 2:3 in Barcelona |               |
| 1963/64 | Messestädte-Pokal           | 1. Runde               | NK Trešnjevka Zagreb    | 4:1             | 2:0 (A)          | 2:1 (H)       |
| 1963/64 | Messestädte-Pokal           | 2. Runde               | AS Rom                  | 1:3             | 1:2 (A)          | 0:1 (H)       |
| 1964/65 | Messestädte-Pokal           | 1. Runde               | Shelbourne FC           | 2:3             | 1:1 (H)          | 0:0 (A)       |
| 1964/65 | Messestädte-Pokal           | 1. Runde               | Shelbourne FC           | 2:3             | 1:2 in Dublin    |               |
| 1973/74 | UEFA-Pokal                  | 1. Runde               | Wolverhampton Wanderers | 1:4             | 0:2 (H)          | 1:2 (A)       |
| 1976/77 | UEFA-Pokal                  | 1. Runde               | FC Barcelona            | 4:5             | 2:2 (H)          | 2:3 (A)       |
| 1987/88 | UEFA-Pokal                  | 1. Runde               | FC Barcelona            | 1:2             | 0:2 (A)          | 1:0 (H)       |
| 1988/89 | UEFA-Pokal                  | 1. Runde               | Bayer 04 Leverkusen     | 2:0             | 1:0 (A)          | 1:0 (H)       |
| 1988/89 | UEFA-Pokal                  | 2. Runde               | FK Velež Mostar         | 0:0 (3:4 i. E.) | 0:0 (A)          | 0:0 n. V. (H) |
| 1989/90 | Europapokal der Pokalsieger | 1. Runde               | AS Monaco               | 1:4             | 1:1 (H)          | 0:3 (A)       |
| 2002    | UEFA Intertoto Cup          | 2. Runde               | NK Slaven Belupo        | 0:3             | 0:2 (A)          | 0:1 (H)       |
| 2007/08 | UEFA-Pokal                  | 1. Runde               | FC Bayern München       | 0:3             | 0:1 (A)          | 0:2 (H)       |
| 2015/16 | UEFA Europa League          | 3. Qualifikationsrunde | IFK Göteborg            | 2:1             | 2:1 (H)          | 0:0 (A)       |
| 2015/16 | UEFA Europa League          | Play-offs              | SCR Altach              | 1:0             | 1:0 (A)          | 0:0 (H)       |
| 2015/16 | UEFA Europa League          | Gruppenphase           | Lech Posen              | 0:0             | 0:0 (A)          | 0:0 (H)       |
| 2015/16 | UEFA Europa League          | Gruppenphase           | AC Florenz              | 0:5             | 0:4 (H)          | 0:1 (A)       |
| 2015/16 | UEFA Europa League          | Gruppenphase           | FC Basel                | 2:3             | 2:1 (A)          | 0:2 (H)       |

Gesamtbilanz: 38 Spiele, 8 Siege, 13 Unentschieden, 17 Niederlagen, 29:48 Tore (Tordifferenz −19)

### Trainer

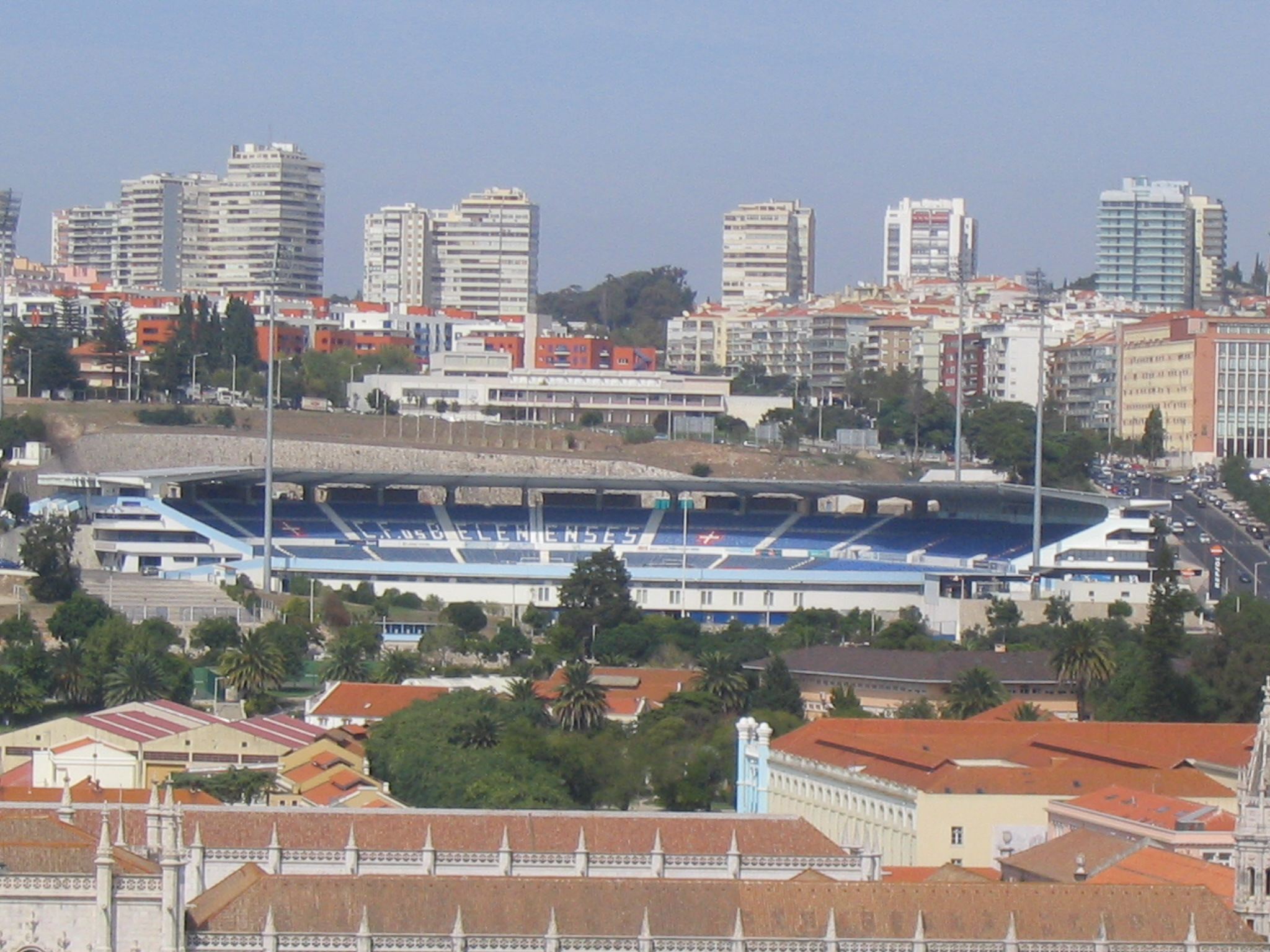
Estádio do Restelo in Belém/Lissabon

- 1939–1941   Alejandro Scopelli
- 1947–1948   Alejandro Scopelli
- 1954–1957  Fernando Riera
- 1972–1974   Alejandro Scopelli
- 2008–2009  Jaime Pacheco

### Stadion
Das Heimstadion heißt Estádio do Restelo und befindet sich in der Nähe des Präsidentenpalastes.

### Filialvereine
Belenenses hat eine Reihe Filialvereine, die in der Regel eigenständige Klubs sind und historische Beziehungen, gemeinsame Embleme und Kooperationen teilen. Es bestehen zurzeit weltweit 59 Filialvereine, von denen die meisten aus Portugal oder aus ehemaligen Portugiesischen Kolonien stammen, aber auch in Belgien, Deutschland und den USA bestehen Belenenses-Klubs (Stand Dezember 2017).
Seit Ende 2017 führen der Futebol Clube de Sonaco aus Sonaco in Guinea-Bissau und der portugiesische Traditionsklub Gespräche zur Aufnahme Sonacos als weiteren Filialverein.

## Handball
Im Handball wurde der Verein fünfmal portugiesischer Meister in der Halle sowie einmal auf dem Feld. Hinzu kommen vier Pokalsiege. International erreichte man das Achtelfinale im EHF-Pokal 1995/96 und 2008/09.

### Erfolge
- Meister im Hallenhandball: 1974, 1976, 1977, 1985 und 1994
- Pokalsieger der Männer: 1974, 1978, 1982 und 1984
- Meister im Feldhandball: 1948
- Pokalsieger der Frauen: 1976